# Alice Bel Colle
Alice Bel Colle (piemontiul: Àles Bel Còl vagy Äles) település Olaszországban, Piemont régióban, Alessandria megyében. Lakosainak száma 680 fő (2023. január 1.). Alice Bel Colle Acqui Terme, Cassine, Castelletto Molina, Quaranti, Castel Rocchero, Maranzana, Ricaldone és Fontanile községekkel határos.

## Népesség
A település népessége az elmúlt években az alábbi módon változott:
| Lakosok száma | 764  | 754  | 680  |
|               | 2017 | 2018 | 2023 |